# Malaxis mixta
Malaxis mixta là một loài thực vật có hoa trong họ Lan. Loài này được (Schltr.) R. Vásquez mô tả khoa học đầu tiên.